# فیرویو (کانزاس)
فیرویو (به انگلیسی: Fairview) شهری در ایالت کانزاس کشور ایالات متحده آمریکا است که جمعیت آن در سرشماری سال ۲۰۱۰ میلادی، ۲۶۰ نفر بوده‌است.